# L'olimpiade (singolo)
L'olimpiade è un singolo del cantautore italiano Tiziano Ferro, pubblicato il 26 ottobre 2001 come secondo estratto dal primo album in studio Rosso relativo.

## Descrizione
Il brano viene programmato dalle radio italiane per diversi mesi, raggiungendo i vertici delle playlist, anche se il singolo non viene mai pubblicato in Italia. Soltanto in Svizzera L'olimpiade esce nel formato CD.
La canzone viene tradotta in lingua spagnola con il titolo La olimpiada. Il brano è stato inoltre riarrangiato in chiave swing ed inserito nell'edizione speciale del quinto album in studio L'amore è una cosa semplice del 2011.

## Video musicale
Il video de L'olimpiade è ambientato per tutta la sua durata davanti all'ingresso di un locale, apparentemente situato in un quartiere periferico statunitense. Tiziano, all'interno del video, partecipa sia attivamente come cantante e ballerino, ma anche da spettatore passivo, dato che osserverà la propria esibizione dall'interno di una macchina scura. Specialmente nelle scene iniziali del videoclip, si vedranno passanti di varie etnie in situazioni diverse, ripresi sia a figura intera che in primo piano. A questi personaggi si alternano sequenze di Tiziano Ferro che esegue la sua coreografia con due o più ballerini alle spalle. Verso la fine, Tiziano solleverà una candela per ricordare la cantante R&B statunitense Aaliyah, di cui indossa una maglia scura con il suo nome stampato in bianco, scomparsa qualche mese prima dell'uscita del singolo.
Il videoclip de L'olimpiade viene inserito nell'edizione Special Fan della raccolta TZN - The Best of Tiziano Ferro del 2014.

## Tracce
1. L'olimpiade – 3:40
2. Mai nata – 3:49

## Classifiche
| Classifica (2001) | Posizione massima |
| ----------------- | ----------------- |
| Svizzera          | 49                |